# Liste der Universitäten in Bangladesch
Dieser Artikel umfasst Listen der Universitäten in Bangladesch.

## Öffentliche Universitäten

### Staatliche Universitäten
| Name                                                                | Abkürzung | Universität Status | Gründung | Standort   | Division            | Spezialisierung        | Website                                                      |
| ------------------------------------------------------------------- | --------- | ------------------ | -------- | ---------- | ------------------- | ---------------------- | ------------------------------------------------------------ |
| Bangladesh University of Engineering and Technology                 | BUET      | 1962               | 1912     | Dhaka      | Dhaka division      | Technik                | buet.ac.bd                                                   |
| Bangladesh University of Textiles                                   | BUTEX     | 2010               | 1921     | Dhaka      | Dhaka division      | Textiltechnik          | butex.edu.bd                                                 |
| Rajshahi University of Engineering & Technology                     | RUET      | 2003               | 1964     | Rajshahi   | Rajshahi division   | Technik                | ruet.ac.bd                                                   |
| Khulna University of Engineering & Technology                       | KUET      | 2003               | 1969     | Khulna     | Khulna division     | Technik                | kuet.ac.bd                                                   |
| Chittagong University of Engineering & Technology                   | CUET      | 2003               | 1968     | Chittagong | Chittagong division | Technik                | cuet.ac.bd                                                   |
| University of Dhaka                                                 | DU        | 1921               | 1921     | Dhaka      | Dhaka division      | Allgemein              | univdhaka.edu                                                |
| Noakhali Science and Technology University                          | NSTU      | 2006               | 2006     | Noakhali   | Chittagong division | Technik                | nstu.edu.bd                                                  |
| Sher-e-Bangla Agricultural University                               | SAU       | 2001               | 1938     | Dhaka      | Dhaka division      | Technik                | sau.edu.bd                                                   |
| Bangladesh University of Professionals                              | BUP       | 2008               | 2008     | Dhaka      | Dhaka division      | Allgemein              | bup.edu.bd                                                   |
| Barisal University                                                  | BU        | 2011               | 2011     | Barisal    | Barisal division    | Allgemein              | barisaluniv.edu.bd                                           |
| Bangladesh Agricultural University                                  | BAU       | 1961               | 1961     | Mymensingh | Dhaka division      | Agrarwissenschaft      | bau.edu.bd                                                   |
| Jahangirnagar University                                            | JU        | 1970               | 1970     | Savar      | Dhaka division      | Allgemein              | juniv.edu                                                    |
| Bangabandhu Sheikh Mujib Medical University                         | BSMMU     | 1998               | 1965     | Dhaka      | Dhaka division      | Medizin                | bsmmu.edu.bd                                                 |
| Mawlana Bhashani Science and Technology University                  | MBSTU     | 1999               | 1999     | Tangail    | Dhaka division      | Wissenschaft & Technik | mbstu.ac.bd (Memento vom 30. April 2022 im Internet Archive) |
| Dhaka University of Engineering & Technology                        | DUET      | 2003               | 1980     | Gazipur    | Dhaka division      | Technik                | duet.ac.bd                                                   |
| Jagannath University                                                | JNU       | 2005               | 1858     | Dhaka      | Dhaka division      | Allgemein              | jnu.ac.bd                                                    |
| Jatiya Kabi Kazi Nazrul Islam University                            | KNU       | 2005               | 2005     | Trishal    | Dhaka division      | Allgemein              | jkkniu.edu.bd                                                |
| Bangabandhu Sheikh Mujibur Rahman Agricultural University           | BSMRAU    | 1998               | 1983     | Gazipur    | Dhaka division      | Agrarwissenschaft      | bsmrau.edu.bd                                                |
| Begum Rokeya University                                             | BRU       | 2008               | 2008     | Rangpur    | Rangpur division    | Allgemein              | brur.ac.bd                                                   |
| Bangabandhu Sheikh Mujibur Rahman Science and Technology University | BSMRSTU   | 2011               | 2011     | Gopalganj  | Dhaka division      | Wissenschaft & Technik | bsmrstu.edu.bd                                               |
| Chittagong Veterinary and Animal Sciences University                | CVASU     | 2006               | 1995     | Chittagong | Chittagong division | Veterinärmedizin       | cvasu.ac.bd                                                  |
| Khulna University                                                   | KU        | 1991               | 1991     | Khulna     | Khulna division     | Allgemein              | ku.ac.bd                                                     |
| Islamic University                                                  | IU        | 1980               | 1980     | Kushtia    | Khulna division     | Islam                  | iubd.net                                                     |
| Jessore Science & Technology University                             | JSTU      | 2008               | 2008     | Jessore    | Khulna division     | Wissenschaft & Technik | jstu.edu.bd                                                  |
| Pabna University of Science and Technology                          | PUST      | 2008               | 2008     | Pabna      | Rajshahi division   | Wissenschaft & Technik | Website                                                      |
| Patuakhali Science and Technology University                        | PSTU      | 2002               | 2002     | Patuakhali | Barisal division    | Wissenschaft & Technik | pstu.ac.bd                                                   |
| University of Rajshahi                                              | RU        | 1953               | 1953     | Rajshahi   | Rajshahi division   | Allgemein              | ru.ac.bd                                                     |
| Comilla University                                                  | UC        | 2006               | 2006     | Comilla    | Chittagong division | Allgemein              | cou.ac.bd                                                    |
| Shahjalal University of Science and Technology                      | SUST      | 1986               | 1986     | Sylhet     | Sylhet division     | Wissenschaft & Technik | SUST.edu                                                     |
| Sylhet Agricultural University                                      | SAU       | 2006               | 1995     | Sylhet     | Sylhet division     | Agrarwissenschaft      | sylhetagrivarsity.edu.bd                                     |
| Hajee Mohammad Danesh Science & Technology University               | HSTU      | 1999               | 1999     | Dinajpur   | Rangpur division    | Wissenschaft & Technik | hstu.ac.bd                                                   |
| University of Chittagong                                            | CU        | 1966               | 1966     | Chittagong | Chittagong division | Allgemein              | cu.ac.bd                                                     |

### Offene Universitäten
| Name                       | Abkürzung | Gründung | Standort | Spezialisierung | Website |
| -------------------------- | --------- | -------- | -------- | --------------- | ------- |
| Bangladesh Open University | BOU       | 1992     | Gazipur  | General         | Website |

## Private Universitäten
| Name                                                            | Abkürzung | Gründung | Standort   | Division                  | Spezialisierung | Website |
| --------------------------------------------------------------- | --------- | -------- | ---------- | ------------------------- | --------------- | ------- |
| International Islamic University, Chittagong                    | IIUC      | 1995     | Chittagong | Chittagong                | Allgemein       | Website |
| Begum Gulchemonara Trust University Bangladesh                  | BGCTUB    | 2002     | Chittagong | Chittagong Division       | Allgemein       | Website |
| East Delta University                                           | EDU       | 2006     | Chittagong | Chittagong Division       | Allgemein       | —       |
| Premier University, Chittagong                                  | PU        | 2002     | Chittagong | Chittagong Division       | Allgemein       | Website |
| Southern University, Bangladesh                                 | SUB       | 2001     | Chittagong | Chittagong Division       | Allgemein       | Website |
| University of Science & Technology Chittagong                   | USTC      | 1989     | Chittagong | Chittagong Division       | Technik         | Website |
| Ahsanullah University of Science and Technology                 | AUST      | 1995     | Dhaka      | Dhaka Division            | Technik         | Website |
| American International University-Bangladesh                    | AIUB      | 1994     | Dhaka      | Dhaka Division            | Allgemein       | Website |
| Asian University of Bangladesh                                  | AUB       | 1996     | Dhaka      | Dhaka Division            | Allgemein       | Website |
| Asa University Bangladesh                                       | ASAUB     | 2006     | Dhaka      | Dhaka Division            | Allgemein       | Website |
| Atish Dipankar University of Science and Technology             | ADUST     | 2004     | Dhaka      | Dhaka Division            | Technik         | Website |
| Bangladesh Islami University                                    | BIU       | 2006     | Dhaka      | Dhaka Division            | Allgemein       | Website |
| America Bangladesh University                                   | ABU       | 1997     | Dhaka      | Dhaka Division            | Allgemein       | Website |
| Bangladesh University                                           | BU        | 2001     | Dhaka      | Dhaka Division            | Allgemein       | Website |
| Bangladesh University of Business and Technology                | BUBT      | 2003     | Dhaka      | Dhaka Division            | Technik         | Website |
| BRAC University                                                 | BRACU     | 2001     | Dhaka      | Dhaka Division            | Allgemein       | Website |
| Central Women’s University                                      | CWU       | 1993     | Dhaka      | Dhaka Division            | Allgemein       | —       |
| City University, Bangladesh                                     | CUB       | 2002     | Dhaka      | Dhaka Division            | Allgemein       | Website |
| Daffodil International University                               | DIU       | 2002     | Dhaka      | Dhaka Division            | Allgemein       | Website |
| Darul Ihsan University                                          | DIU       | 1989     | Dhaka      | Dhaka and Sylhet Division | Allgemein       | Website |
| Dhaka International University                                  | DIntU     | 1995     | Dhaka      | Dhaka Division            | Allgemein       | Website |
| Eastern University, Bangladesh                                  | EU        | 2003     | Dhaka      | Dhaka Division            | Allgemein       | Website |
| East West University                                            | EWU       | 1996     | Dhaka      | Dhaka Division            | Allgemein       | Website |
| European University                                             | EUB       | 2012     | Dhaka      | Dhaka Division            | Allgemein       | Website |
| Gono Bishwabidyalay                                             | GB        | 1996     | Dhaka      | Dhaka Division            | Allgemein       | Website |
| Green University of Bangladesh                                  | GUB       | 2002     | Dhaka      | Dhaka Division            | Allgemein       | Website |
| IBAIS University                                                | IU        | 2002     | Dhaka      | Dhaka Division            | Allgemein       | Website |
| Independent University, Bangladesh                              | IUB       | 1993     | Dhaka      | Dhaka Division            | Allgemein       | Website |
| International University of Business Agriculture and Technology | IUBAT     | 1991     | Dhaka      | Dhaka Division            | Allgemein       | Website |
| Manarat International University                                | MIU       | 2001     | Dhaka      | Dhaka Division            | Allgemein       | Website |
| Millennium University                                           | MU        | 2003     | Dhaka      | Dhaka Division            | Allgemein       | —       |
| Northern University, Bangladesh                                 | NUB       | 2002     | Dhaka      | Dhaka Division            | Allgemein       | Website |
| North South University                                          | NSU       | 1992     | Dhaka      | Dhaka Division            | Allgemein       | Website |
| People’s University of Bangladesh                               | PUB       | 1996     | Dhaka      | Dhaka Division            | Allgemein       | Website |
| Presidency University                                           | PU        | 2003     | Dhaka      | Dhaka Division            | Allgemein       | Website |
| Prime University                                                | PU        | 2002     | Dhaka      | Dhaka Division            | Allgemein       | Website |
| European University                                             | EUB       | 2012     | Dhaka      | Dhaka Division            | Allgemein       | Website |
| Primeasia University                                            | PAU       | 2003     | Dhaka      | Dhaka Division            | Allgemein       | Website |
| Queens University                                               | QU        | 1996     | Dhaka      | Dhaka Division            | Allgemein       | Website |
| Royal University of Dhaka                                       | RUD       | 2003     | Dhaka      | Dhaka Division            | Allgemein       | Website |
| Shanto-Mariam University of Creative Technology                 | SMUCT     | 2003     | Dhaka      | Dhaka Division            | Allgemein       | Website |
| Southeast University                                            | SEU       | 2002     | Dhaka      | Dhaka and Sylhet Division | Allgemein       | Website |
| Stamford University Bangladesh                                  | SU        | 2002     | Dhaka      | Dhaka Division            | Allgemein       | Website |
| State University of Bangladesh                                  | SUB       | 2002     | Dhaka      | Dhaka Division            | Allgemein       | Website |
| United International University                                 | UIU       | 2003     | Dhaka      | Dhaka Division            | Allgemein       | Website |
| University of Asia Pacific (Bangladesh)                         | UAP       | 1996     | Dhaka      | Dhaka Division            | Allgemein       | Website |
| University of Development Alternative                           | UODA      | 2002     | Dhaka      | Dhaka Division            | Allgemein       | Website |
| University of Information Technology and Sciences               | UITS      | 2003     | Dhaka      | Dhaka Division            | Allgemein       | Website |
| University of Liberal Arts Bangladesh                           | ULAB      | 2004     | Dhaka      | Dhaka Division            | Allgemein       | Website |
| University of South Asia, Bangladesh                            | USAB      | 2003     | Dhaka      | Dhaka Division            | Allgemein       | —       |
| Uttara University                                               | UU        | 2003     | Dhaka      | Dhaka Division            | Allgemein       | Website |
| Victoria University of Bangladesh                               | VUB       | 2003     | Dhaka      | Dhaka Division            | Allgemein       | Website |
| World University of Bangladesh                                  | WUB       | 2003     | Dhaka      | Dhaka Division            | Allgemein       | Website |
| Pundra University of Science and Technology                     | PUST      | 2001     | Bogra      | Rajshahi Division         | Technik         | Website |
| Leading University                                              | LU        | 2002     | Sylhet     | Sylhet and Dhaka Division | Allgemein       | Website |
| Metropolitan University                                         | MU        | 2003     | Sylhet     | Sylhet Division           | Allgemein       | Website |
| Sylhet International University                                 | SIU       | 2001     | Sylhet     | Sylhet Division           | Allgemein       | Website |

## Spezial-Universität
Alle staatliche und private Lehrerausbildungsstätten haben eine offizielle Zugehörigkeit zur Bangladesh National University.
| Name                           | Abkürzung | Gründung | Standort | Spezialisierung | Website |
| ------------------------------ | --------- | -------- | -------- | --------------- | ------- |
| Bangladesh National University | NU        | 1992     | Gazipur  | Allgemein       | Website |

## Internationale Universitäten
| Name                             | Abkürzung | Gründung | Standort   | Spezialisierung        | Website |
| -------------------------------- | --------- | -------- | ---------- | ---------------------- | ------- |
| Islamic University of Technology | IUT       | 1981     | Gazipur    | Technik                |         |
| Asian University for Women       | AUW       | 2008     | Chittagong | (nur für Studentinnen) |         |